# Jenny Erpenbeck
Jenny Erpenbeck (ur. 12 marca 1967 w Berlinie Wschodnim) – niemiecka pisarka i reżyserka teatralna. 
Jenny jest córką fizyka i filozofa Johna Erpenbecka oraz arabistki Doris Kilias. Jej dziadkowie ze strony ojca, Fritz Erpenbeck i Hedda Zinner także zajmowali się pisarstwem. Erpenbeck uczęszczała do szkoły Erweiterte Oberschule w Berlinie Wschodnim, gdzie w roku 1985 zdała maturę. Ukończyła także 2-letnią naukę introligatorstwa, po czym przez pewien czas pracowała w różnych teatrach jako reżyserka i garderobiana. W latach 1988–1990 studiowała teatrologię na Uniwersytecie Humboldtów w Berlinie. W 1990 przeniosła się na studia reżyserskie (uczona m.in. przez Rutha Berghausa, Heinera Müllera i Petera Konwitschny’ego) do konserwatorium im. Hannsa Eislera. Po ukończeniu studiów w roku 1994 pracowała jako asystentka reżysera w Operze Graz.
Erpenbeck należy do niemieckiego związku pisarskiego PEN-Zentrum Deutschland. Obecnie żyje z dyrygentem Wolfgangiem Bozicem i ich synem w Berlinie.

## Twórczość
W 1997 inscenizowała monodramat Erwartung Arnolda Schönberga, operę Herzog Blaubarts Burg Béla Bartóka oraz premierę własnej sztuki Katzen haben sieben Leben. Od 1998 działała jako reżyserka w niemieckich i austriackich teatrach operowych, inscenizując m.in. Orfeusza Claudio Monteverdiego w Akwizgranie, Acis und Galathea Georga Friedricha Händelsa w Staatsoper Berlin oraz Zaide Mozarta w Norymberdze i Erlangen.
W latach 90. zajmowała się powieścio- oraz dramatopisarstwem. W 1999 zadebiutowała powieścią Geschichte vom alten Kind, która została pozytywnie oceniona przez niemiecką krytykę literacką. Frankfurter Allgemeine Zeitung określiła powieść jako „najbardziej niezwykły debiut tej jesieni”. Die Zeit docenił w powieści udaną opowieść o wielu obywatelach, którzy odczuwali silną dezorientację po upadku NRD. W 2001 ukazał się tom opowiadań Tand, w tym samym roku Erpenbeck została przyznana Nagroda Jury w konkursie im. Ingeborg Bachmann za opowiadanie Sibirien z owego zbioru, co zapewniło jej miejsce wśród rozpoznawalnych pisarek debiutujących w Niemczech w latach 90. Późniejsze powieści Wörterbuch (2004), Heimsuchung (2008), Dinge, die verschwinden (2009), Aller Tage Abend (2012) również zostały licznie nagrodzone.
Od marca 2007 przez rok pisała ukazującą się co 2 tygodnie kolumnę w dzienniku Frankfurter Allgemeine Zeitung.
Do najważniejszych wyróżnień Erpenbeck należała Nagroda Heimita von Doderera (2008, jury doceniło szczególnie powieść Heimsuchung) oraz Nagroda Josepha Breitbacha za całokształt twórczości (2013). Wydana w 2015 powieść Gehen, ging, gegangen, poruszająca tematykę sytuacji afrykańskich uchodźców we współczesnym Berlinie oraz historię byłej NRD, została nominowana do nagrody Deutscher Buchpreis. Z powodu kontrowersyjności i aktualności tematu nagroda nie została jej jednak przyznana.
W 2024 Erpenbeck została laureatką Międzynarodowej Nagrody Bookera za powieść Kairos (w tłumaczeniu na angielski Michaela Hoffmanna).

## Recepcja w Polsce
Debiutancka powieść Erpenbeck porusza temat bliski obydwóm sąsiadom z bloku wschodniego. W ramach serii „Inna Europa, inna literatura” wydawnictwo oficyny Czarne wypromowało drugą z kolei powieść Erpenbeck – Wörterbuch, która w 2008 ukazała się w przekładzie Renaty Makarskiej pod tytułem Słownik.
Autorka promowała swoją twórczość w Polsce w ramach wizyty w 2009 roku. Pisarka przyjechała na zaproszenie Instytutu Filologii Germańskiej Uniwersytetu im. Adama Mickiewicza w Poznaniu i w dniach od 24 do 30 marca spotkała się z czytelnikami na uniwersytetach w Poznaniu, Wrocławiu, Rzeszowie, Łodzi oraz w Domu Norymberskim w Krakowie. Powieść Słownik była wówczas tematem wywiadu z pisarką przeprowadzonym dla „Dziennika Polskiego”.
Czytelnicy z różnych kręgów odbioru literatury podkreślają wyjątkowość języka Erpenbeck ze względu na jego innowacyjność, lakoniczność, niejednoznaczność czy liczne niedopowiedzenia.
Znikomy oddźwięk Klucza do ogrodu w obiegu akademickim i brak takowego w przypadku Słownika świadczy obecnie o trudnym początku recepcji Erpenbeck w Polsce pomimo zainteresowania, z jakim książki tej autorki spotykają się w obiegu internetowym, szczególnie nieprofesjonalnym.

### Słownik
Słownik ukazał się w Polsce w przekładzie Renaty Makarskiej w 2008 pod wydawnictwem oficyny Czarne. Erpenbeck zwraca uwagę na „spiralną” budowę powieści. Wraz z bohaterką czytelnik odkrywa, jak kłamstwo potrafi zdominować życie poprzez język, prowadząc powoli do tragedii. W środowisku krytyczno-literackim duże znaczenie przypisuje się totalitarnemu światu powieści, w którym wychowuje się główna bohaterka, brakuje jednak recepcji książki w środowisku akademickim. Jarosław Czechowicz wskazuje na to, że tragiczna rzeczywistość tego świata jest nierozerwalnie związana z konstruowaniem sensu słów przez dziecko, przez co: „(…) proza Erpenbeck niesie w sobie wysublimowaną delikatność opowiadania o sprawach brutalnych i bolesnych”. Dla Tomasza Charnasa „powściągliwość” słów, z którą musi zmierzyć się czytelnik, oraz „zdolność do poetyckiego wręcz zagęszczania narracji” wytwarzają w Słowniku „ogromne napięcie”.
W środowisku internetowym, nieprofesjonalnym powieść określa się jako „wstrząsającą”, przesyconą złem „groźnego ustroju totalitarnego”, ingerującego w „bezpieczny, dziecięcy świat". „Poszarpana narracja” wymaga od czytelnika „wykazania się pewną błyskotliwością”, a proza „chociaż pozornie zinfantylizowana, jest tak naprawdę bardzo wnikliwą refleksją o dojrzewaniu".

### Klucz do ogrodu
Powieść Heimsuchung została przetłumaczona przez Elizę Borg i jako Klucz do ogrodu została wydana przez Wydawnictwo W.A.B. w 2010 roku w ramach serii KROKI / SCHRITTE. Książka spotkała się w Polsce z dużo większym zainteresowaniem czytelniczym niż Słownik. Za najistotniejsze wyróżnienie w tym względzie uznać można nominację Klucza do ogrodu do Literackiej Nagrody Europy Środkowej Angelus 2011. Na stronie internetowej poświęconej Kluczowi do ogrodu Wydawnictwo W.A.B. udostępnia link do recenzji książki. Krytycy doceniają przede wszystkim kunszt literacki w konstruowaniu języka powieści, porównując ją często z wydanym wcześniej Słownikiem.
W odczuciu Malwiny Wapińskiej Erpenbeck „imponuje umiejętnością prowadzenia narracyjnej gry” i tak jak w Słowniku „poszukuje odpowiedniego języka do opisania środkowo-europejskiego doświadczenia dwóch totalitaryzmów". Dziennikarka zwraca uwagę na to, że lektura książki „wymaga ciągłego skupienia na detalu”.
Sławomir Iwasiów oraz Magdalena Galiczek-Krempa podkreślają baśniowość utworu, wielostronność opowieści oraz brak „jednej” prawdy. Iwasiów dostrzega u autorki „inny model lektury: poznawanie, wnikanie w narrację, doszukiwanie się, czasem nawet delikatnie zasugerowanych afiliacji między bohaterami". Zdaniem Galiczek-Krempej przeszłe wydarzenia z powieści przyjmują „bajkowy kształt” w próbie uporania się z „trudną rzeczywistością ubiegłego wieku”. Dzięki zabawie słowem, wieloznaczności, licznym porównaniom i metaforom czytelnik jest w stanie, pomimo pozornego chłodu wydarzeń opisywanych z dystansem, dostrzec „płynącą z lektury empatię” i „artyzm na najwyższym poziomie”. Według Ilony Słojewskiej indywidualny styl Erpenbeck może być wręcz „początkiem nowej konwencji stylistycznej”. Jej język można porównać do kodu, który choć „niezwykle oszczędny”, jest zarazem „na wskroś komunikatywny i przejmujący". Ponadto autorka zmusza czytelnika do „wsłuchiwania się w szept narratora”.
Jarosław Czechowicz porównuje obydwie powieści i dostrzega ich istotną różnicę – Słownik jest dla niego„opowieścią o okaleczonej duszy, dla której nazywanie świata na nowo jest jedynym sposobem zacierania życiowej traumy”, natomiast Klucz do ogrodu postrzega on jako „opowieść o okaleczonym miejscu (…) które łączy ludzi, ale nie potrafi ich zatrzymać". Podkreśla on także istotną dla drugiego utworu metaforyczność upływu czasu. W jego odczuciu druga powieść Erpenbeck, w odróżnieniu od Słownika, „nie wypada tak wspaniale”.

## Nagrody i wyróżnienia
- 2001: nagroda Ingeborg-Bachmann-Preis
- 2001: liczne stypendia pobytowe (m.in. Ledig Rowohlt House w Nowym Jorku, Künstlerhaus Schloss w Wiepersdorf)
- 2004: nagroda wspierająca rozwój literacki GEDOK
- 2006: stypendium Inselschreiber auf Sylt
- 2008: nagroda Solothurner Literaturpreis
- 2008: nagroda Heimito von Doderer-Literaturpreis
- 2008: nagroda Hertha Koenig-Literaturpreis
- 2009: Preis der LiteraTour Nord
- 2010: nagroda Literaturpreis der Stahlstiftung
- 2013: nagroda Schubart-Literaturpreis
- 2013: nagroda Evangelischer Buchpreis za Aller Tage Abend
- 2013: nagroda Joseph-Breitbach-Preis
- 2013: nagroda Thomas-Valentin-Literaturpreis
- 2013: nagroda Ver.di-Literaturpreis Berlin-Brandenburg
- 2014: nagroda Hans-Fallada-Preis(inne języki)
- 2014: docentura gościnna Heinrich-Heine-Gastdozentur
- 2015: nagroda Independent Foreign Fiction Prize
- 2015: członkostwo w Akademie der Wissenschaften und der Literatur Mainz
- 2016: nagroda Walter-Hasenclever-Literaturpreis
- 2016: nagroda Thomas-Mann-Preis
- 2024: nagroda International Booker Prize[1]

## Teksty literackie
- Geschichte vom alten Kind. Wydawnictwo Eichborn, Frankfurt nad Menem 1999.
- Katzen haben sieben Leben. Wydawnictwo Eichborn, Frankfurt nad Menem 2000.
- Tand. Opowiadania. Wydawnictwo Eichborn, Frankfurt nad Menem 2001.
- Wörterbuch. Wydawnictwo Eichborn, Frankfurt nam Menem 2004.
- Heimsuchung. Wydawnictwo Eichborn, Frankfurt nam Menem 2008.
- Dinge, die verschwinden. Wydawnictwo Galiani, Berlin 2009.
- Aller Tage Abend. Wydawnictwo Knaus, Monachium 2012.
- Gehen, ging, gegangen. Wydawnictwo Knaus, Monachium 2015.

### Sztuki teatralne
- Katzen haben sieben Leben. Premiera 30 stycznia 2000, Graz.
- Leibesübungen für eine Sünderin. Premiera 27 marca 2003, Berlin.

Dzieła Erpenbeck zostały przetłumaczone m.in. na język duński, angielski, francuski, grecki, hebrajski, niderlandzki, szwedzki, słoweński, hiszpański, węgierski, japoński, koreański, litewski, polski, rumuński, arabski, włoski i estoński.